# 和久峻三
和久 峻三（わく しゅんぞう、1930年7月10日 - 2018年10月10日）は、日本の推理作家・弁護士。本名は古屋峻三。別名として夏目 大介（なつめ だいすけ）。写真家としての顔も持ち、日本図書館協会選定図書の写真集『日本の原風景』（1993年）も発表している。

## 略歴
大阪府大阪市出身。京都大学法学部出身で、この時の同窓に大島渚がいる。卒業後は中日新聞社の記者を経て、弁護士となり京都に法律事務所を開く。
1960年に『宝石増刊』に本名の滝井峻三名義で『紅い月』を発表してデビュー。「生まれて初めて書いた小説が雑誌に掲載されたときの私の感動は、一生涯、忘れることができないものとなりました」と和久は語っており、この時期から推理作家への道を本格的に進み始める。加えて、当時の日本には法廷を舞台としたミステリーがほとんど存在しなかったことから、「日本の作家が誰一人手がけなかった分野を自分独自の領域にしたい」と考え、司法試験の勉強も始める。
1972年に、『仮面法廷』で第18回江戸川乱歩賞を受賞。1989年に、『雨月荘殺人事件』で第42回日本推理作家協会賞を受賞。
小説のほか、法律案内の著書も何点か刊行している。夏目大介名義でのファンタジー作品も何点か刊行している。
1977年には『クイズダービー』の3代目1枠レギュラー解答者を務めていたが、わずか3か月で降板（後任の1枠レギュラーは篠沢秀夫）。正解率は2割6分7厘（2勝7敗～3勝6敗ペース）だった。
1994年、『噂の真相』の記事中にある結婚回数や執筆方法、人柄などについての内容が名誉毀損に当たるとして、当時の妻、元妻と共に刑事告訴を行った。和久は、民事提訴でなく、東京地検幹部の私怨に乗じて刑事告訴をし、同時に告訴をした西川りゅうじんが告訴を取り下げた後も最後まで取り下げなかった。審理は最高裁まで進み、2005年3月7日、編集長岡留安則を懲役8月、執行猶予2年、執筆者であるデスク神林広恵を懲役6月、執行猶予2年とする有罪判決が確定した（収監されずに期間満了）。本件に関連して、プライバシー無視のマスコミ報道を取り扱った「京都奥嵯峨柚子の里殺人事件　―赤かぶ検事奮戦記31―」（角川文庫版、1994年）の内容が名誉毀損であると編集長から告訴されたが、不起訴処分となっている。
1980年10月17日に放映された『赤かぶ検事奮戦記第一シリーズ』第3話「小糸坂の白骨」では、裁判官(判事補)役でカメオ出演している。
娘はフランキー堺の長男と結婚した。弟は最高裁判事を務めた滝井繁男。
2018年10月10日午前11時30分、死去。88歳没。生前からの本人による希望から葬儀は行なわず、遺骨は散骨された。

## 作品リスト

### 赤かぶ検事シリーズ（赤かぶ検事奮戦記）
| #   | タイトル                                    | 初版発行年月 | 出版社               | 備考                                                                                   |
| --- | ------------------------------------------- | ------------ | -------------------- | -------------------------------------------------------------------------------------- |
| 1   | 疑わしきは罰せよ                            | 1976年       | 角川文庫             | - 1981年 角川文庫 - 1991年11月 光文社文庫 - 2005年8月 嶋中文庫                         |
| 2   | 呪いの紙草履                                | 1978年4月    | 角川文庫             | - 1992年2月 光文社文庫 - 2005年9月 嶋中文庫                                            |
| 3   | シュリーマンの財宝                          | 1979年2月    | 角川文庫             | - 1994年11月 光文社文庫                                                                |
| 4   | 被告人、名無しの権兵衛                      | 1980年4月    | 角川文庫             | - 1992年6月 光文社文庫                                                                 |
| 5   | 殺人許可します                              | 1981年9月    | 角川文庫             | - 1992年11月 光文社文庫                                                                |
| 6   | 長崎居留地二十五番館                        | 1981年10月   | 角川文庫             | - 1993年2月 光文社文庫                                                                 |
| 7   | 紅葉の下に猫がいる                          | 1981年11月   | 角川文庫             | - 1993年7月 光文社文庫                                                                 |
| 8   | 盗みは愉し                                  | 1981年12月   | 角川文庫             | - 1993年11月 光文社文庫                                                                |
| 9   | 二度死ぬ奴は、三度死ぬ                      | 1983年1月    | 角川文庫             | - 1994年6月 光文社文庫                                                                 |
| 10  | 赤かぶ検事転勤す                            | 1983年1月    | 角川文庫             | - 1992年6月 双葉文庫 - 1998年10月 講談社文庫                                           |
| 11  | 楊貴妃の亡霊                                | 1983年3月    | 角川文庫             | - 1992年10月 双葉文庫 - 1999年1月 講談社文庫                                           |
| 12  | 片目の蠅                                    | 1983年4月    | 角川文庫             | - 1993年4月 双葉文庫 - 1999年3月 講談社文庫                                            |
| 13  | 午前三時の訪問者                            | 1984年9月    | 講談社ノベルス       | - 1986年7月 講談社文庫 - 1988年2月 角川文庫 - 1994年8月 双葉文庫 - 1997年12月 徳間文庫 |
| 14  | 悪女の証言                                  | 1985年2月    | 角川文庫             | - 1993年6月 双葉文庫 - 2001年12月 ケイブンシャ文庫                                     |
| 15  | アリバイは両刃の剣                          | 1985年2月    | 講談社ノベルス       | - 1987年1月 講談社文庫 - 1988年5月 角川文庫 - 1994年11月 双葉文庫                      |
| 16  | 京都疏水迷路殺人事件                        | 1985年9月    | 講談社ノベルス       | - 1992年12月 光文社文庫 - 2001年7月 講談社文庫                                         |
| 17  | 新宿のキリスト                              | 1985年9月    | 角川文庫             | - 1993年10月 双葉文庫 - 2002年4月 ケイブンシャ文庫                                     |
| 18  | 悪霊の夜明け                                | 1985年9月    | 角川文庫             | - 1994年5月 双葉文庫                                                                   |
| 19  | おしゃべり地蔵殺人事件                      | 1987年2月    | ジョイ・ノベルス     | - 1989年5月 角川文庫 - 1995年2月 双葉文庫                                              |
| 20  | 転勤みやげは死体付き                        | 1987年7月    | ジョイ・ノベルス     | - 1989年8月 角川文庫 - 1995年3月 光文社文庫                                            |
| 21  | 八月十五夜の殺人                            | 1988年6月    | ジョイ・ノベルス     | - 1990年5月 角川文庫 - 1995年8月 光文社文庫                                            |
| 22  | 血の眠り                                    | 1989年2月    | カドカワノベルズ     | - 1991年10月 角川文庫 - 1995年6月 双葉文庫                                             |
| 23  | 殺しのクレジット・カード                    | 1989年5月    | ジョイ・ノベルス     | - 1991年6月 角川文庫 - 1996年1月 光文社文庫                                            |
| 24  | 京都時代祭り殺人事件                        | 1990年2月    | トクマ・ノベルズ     | - 1994年7月 朝日新聞出版 - 1997年7月 朝日文芸文庫 - 2004年6月 徳間文庫                 |
| 25  | 容疑者は赤かぶ検事夫人                      | 1990年3月    | ジョイ・ノベルス     | - 1992年3月 角川文庫 - 1996年4月 光文社文庫                                            |
| 26  | 迷宮の死者                                  | 1990年12月   | ジョイ・ノベルス     | - 1992年11月 角川文庫 - 1996年8月 双葉文庫                                             |
| 27  | 黒ゆりは殺しのメッセージ                    | 1991年1月    | カドカワノベルズ     | - 1992年9月 角川文庫 - 1996年7月 光文社文庫                                            |
| 28  | 信州あんずの里殺人事件                      | 1991年9月    | 光文社文庫           | - 1999年12月 講談社文庫                                                                |
| 29  | 朝霧高原殺人事件                            | 1991年12月   | 光文社文庫           | - 2000年8月 講談社文庫                                                                 |
| 30  | 嵯峨野光源氏の里殺人事件                    | 1992年1月    | 角川文庫             | - 1995年12月 双葉文庫 - 2006年11月 光文社文庫                                          |
| 31  | 伊豆大島幽霊船の首縊り                      | 1992年3月    | 角川文庫             | - 1996年2月 双葉文庫                                                                   |
| 32  | 密室の毒薬                                  | 1992年3月    | フタバノベルス       | - 1994年2月 双葉文庫 - 1999年1月 徳間文庫                                              |
| 33  | 信州湯の町殺しの哀歌                        | 1992年3月    | ジョイ・ノベルス     | - 1994年12月 角川文庫 - 1999年5月 光文社文庫                                           |
| 34  | 京都鞍馬火祭りの里殺人事件                  | 1992年4月    | 光文社文庫           | - 2001年3月 講談社文庫                                                                 |
| 35  | 京都洛北密室の血天井                        | 1992年5月    | 角川文庫             | - 1996年11月 光文社文庫                                                                |
| 36  | 京都東山「哲学の道」殺人事件                | 1992年7月    | カドカワノベルズ     | - 1993年10月 角川文庫 - 2005年3月 講談社文庫                                           |
| 37  | 木曽路妻篭宿殺人事件                        | 1992年9月    | 光文社文庫           | - 2001年1月 講談社文庫                                                                 |
| 38  | 京人形の館殺人事件                          | 1992年9月    | 講談社ノベルス       | - 1994年12月 講談社文庫 - 2000年10月 光文社文庫                                        |
| 39  | 風の盆殺人事件 越中八尾おわら               | 1992年9月    | フェミナノベルス     | - 1995年7月 角川文庫 - 2003年8月 徳間文庫                                              |
| 40  | 蛇姫荘殺人事件                              | 1993年3月    | 講談社ノベルス       | - 1995年2月 講談社文庫 - 2001年12月 光文社文庫                                         |
| 41  | 嵯峨野かぐや姫の里殺人事件                  | 1993年3月    | カドカワノベルズ     | - 1995年3月 角川文庫 - 2002年3月 徳間文庫                                              |
| 42  | 光源氏「隠れ遊びの里」殺人事件              | 1993年3月    | フェミナノベルス     | - 1996年3月 角川文庫                                                                   |
| 43  | 密封法廷                                    | 1993年4月    | フタバノベルス       | - 1995年9月 双葉文庫                                                                   |
| 44  | 京都人形寺の惨劇                            | 1993年4月    | ジョイ・ノベルス     | - 1995年10月 角川文庫 - 2006年4月 徳間文庫                                             |
| 45  | 飛騨高山からくり人形殺人事件                | 1993年6月    | 廣済堂ブルーブックス | - 1995年12月 廣済堂文庫 - 2007年2月 講談社文庫                                         |
| 46  | 伊賀・甲賀忍者の里殺人事件                  | 1993年6月    | 光文社文庫           | - 2002年4月 講談社文庫                                                                 |
| 47  | 血ぬられた鏡像                              | 1993年7月    | 角川ホラー文庫       | - 2004年2月 講談社文庫                                                                 |
| 48  | 京都釘ぬき地蔵殺人事件                      | 1993年9月    | 光文社文庫           | - 2002年11月 講談社文庫                                                                |
| 49  | あやつり法廷                                | 1993年9月    | 講談社ノベルス       | - 1995年8月 講談社文庫 - 2003年2月 光文社文庫                                          |
| 50  | 伊豆修善寺能面殺人事件                      | 1993年10月   | ノン・ノベル         | - 1996年7月 祥伝社文庫 - 2005年10月 徳間文庫                                           |
| 51  | 青森ねぶた火祭りの里殺人事件                | 1993年10月   | フェミナノベルス     | - 1997年6月 角川文庫 - 2003年7月 光文社文庫                                            |
| 52  | 伊豆恋人岬の首縊り                          | 1993年11月   | 角川文庫             | - 2004年4月 徳間文庫                                                                   |
| 53  | 密室のたわむれ                              | 1993年11月   | ジョイ・ノベルス     | - 1997年2月 角川文庫                                                                   |
| 54  | 大和路鬼の雪隠殺人事件                      | 1994年1月    | 光文社文庫           | - 2003年10月 講談社文庫                                                                |
| 55  | 日本三大水仙郷殺人ライン                    | 1994年3月    | 光文社文庫           | - 2008年3月 講談社文庫                                                                 |
| 56  | 京都奥嵯峨柚子の里殺人事件                  | 1994年3月    | 角川文庫             | - 2005年1月 光文社文庫                                                                 |
| 57  | 琵琶湖慕情殺しの旅路                        | 1994年4月    | トクマ・ノベルズ     | - 1996年8月 徳間文庫                                                                   |
| 58  | 阿波おどり殺人事件                          | 1994年4月    | フェミナノベルス     | - 1998年8月 角川文庫                                                                   |
| 59  | 伊豆死刑台の吊り橋                          | 1994年5月    | ジョイ・ノベルス     | - 1997年10月 角川文庫 - 2008年9月 講談社文庫                                           |
| 60  | 祇園小唄殺人事件                            | 1994年7月    | 講談社ノベルス       | - 1996年6月 講談社文庫 - 2005年6月 光文社文庫                                          |
| 61  | 大原・貴船街道殺人事件                      | 1994年8月    | カドカワノベルズ     | - 2003年7月 講談社文庫                                                                 |
| 62  | 京都先斗町殺人事件                          | 1994年9月    | 光文社文庫           | - 2004年5月 講談社文庫                                                                 |
| 63  | 秋田湯沢七夕美人絵灯ろう殺人事件            | 1994年11月   | カドカワノベルズ     | - 1998年5月 角川文庫 - 2007年6月 徳間文庫 改題『秋田湯沢七夕美人殺人事件』             |
| 64  | 京都冬の旅殺人事件                          | 1994年12月   | 光文社文庫           | - 2006年1月 講談社文庫                                                                 |
| 65  | 銭形砂絵殺人事件                            | 1995年1月    | ノン・ノベル         | - 1999年1月 祥伝社文庫                                                                 |
| 66  | 倉敷殺人案内                                | 1995年1月    | 講談社ノベルス       | - 1997年7月 講談社文庫 - 2006年1月 光文社文庫                                          |
| 67  | 鴨川をどり殺人事件                          | 1995年1月    | トクマ・ノベルズ     | - 2003年4月 徳間文庫                                                                   |
| 68  | 遠野・京都橋姫鬼女伝説の旅殺人事件          | 1995年5月    | 光文社文庫           | - 2007年11月 講談社文庫                                                                |
| 69  | 大和路首切り地蔵殺人事件                    | 1995年6月    | ジョイ・ノベルス     | - 1999年9月 角川文庫 - 2006年9月 徳間文庫                                              |
| 70  | 富士周遊殺人事件                            | 1995年7月    | ノン・ノベル         | - 2000年2月 祥伝社文庫                                                                 |
| 71  | 吉野山千本桜殺人事件                        | 1995年9月    | ノン・ポシェット     | - 2008年4月 光文社文庫                                                                 |
| 72  | あじさい古都の寺殺人ライン 京都・鎌倉・大和 | 1995年9月    | 光文社文庫           | - 2006年5月 講談社文庫 改題『京都・鎌倉・大和 あじさい古都の寺殺人ライン』             |
| 73  | 南紀白浜安珍清姫殺人事件                    | 1995年12月   | 光文社文庫           |                                                                                        |
| 74  | 五芒星桔梗の寺殺人事件                      | 1995年12月   | 徳間文庫             | - 2010年11月 光文社文庫                                                                |
| 75  | 濡れ髪明神殺人事件                          | 1996年2月    | 講談社ノベルス       | - 1998年3月 講談社文庫 - 2005年1月 徳間文庫                                            |
| 76  | アルプス魔の山殺人事件                      | 1996年3月    | 光文社文庫           |                                                                                        |
| 77  | 奥日光殺人事件                              | 1996年4月    | 角川文庫             | - 2007年9月 徳間文庫                                                                   |
| 78  | 飛騨白川郷メルヘン街道殺人事件              | 1996年6月    | 光文社文庫           | - 2004年10月 講談社文庫                                                                |
| 79  | 箱根古道殺しの宴                            | 1996年7月    | ジョイ・ノベルス     | - 2000年11月 角川文庫 - 2007年7月 光文社文庫                                           |
| 80  | しゃくなげの里殺人事件                      | 1996年8月    | トクマ・ノベルズ     | - 2002年11月 徳間文庫                                                                  |
| 81  | 赤かぶ検事辞任す                            | 1996年10月   | 光文社文庫           |                                                                                        |
| 82  | 赤かぶ検事、辞表の行方                      | 1997年10月   | 光文社文庫           |                                                                                        |
| 83  | 水琴の宿殺人事件                            | 1998年3月    | 角川文庫             | - 2005年7月 徳間文庫                                                                   |
| 84  | 三人の酒呑童子                              | 1998年6月    | カッパ・ノベルス     | - 2001年9月 光文社文庫                                                                 |
| 85  | 牡丹屋敷の殺人                              | 1998年7月    | 徳間文庫             | - 2011年5月 光文社文庫 『京都上賀茂』冠に追記                                          |
| 86  | 二度殺された三人の女                        | 1998年8月    | 光文社文庫           |                                                                                        |
| 87  | 魔界の天使（エンジェル）                    | 1999年2月    | ジョイ・ノベルス     |                                                                                        |
| 88  | 夜泣峠雪女の柩                              | 1999年3月    | 光文社文庫           |                                                                                        |
| 89  | 悪夢の女相続人                              | 2000年6月    | 光文社文庫           |                                                                                        |
| 90  | 蝋人形館の殺人                              | 2000年11月   | 徳間文庫             |                                                                                        |
| 91  | あやかし法廷                                | 2001年8月    | ケイブンシャ文庫     | - 2007年2月 光文社文庫 改題『法廷の可憐な魔女』                                        |
| 92  | 法廷殺人の証人                              | 2001年12月   | 集英社文庫           | - 2008年8月 光文社文庫                                                                 |
| 93  | 古井戸の死神                                | 2002年6月    | 徳間文庫             |                                                                                        |
| 94  | ひまわり時計の殺人                          | 2002年11月   | 光文社文庫           |                                                                                        |
| 95  | 京都祇園祭宵山の殺人                        | 2003年8月    | 集英社文庫           |                                                                                        |
| 96  | 京都大原花散る里の殺人                      | 2003年10月   | 光文社文庫           |                                                                                        |
| 97  | 南山城古代ロマンの里殺人事件                | 2004年10月   | 光文社文庫           |                                                                                        |
| 98  | 熊野路安珍清姫殺人事件                      | 2005年10月   | 講談社文庫           |                                                                                        |
| 99  | 淫楽館の殺人                                | 2008年1月    | 光文社文庫           |                                                                                        |
| 100 | ラスベガスから来たジゴロ                    | 2009年5月    | 徳間文庫             |                                                                                        |
| 101 | 涙は血よりも濃し                            | 2010年8月    | 光文社文庫           |                                                                                        |
| 102 | 恐るべし 少年弁護士団                       | 2014年10月   | 光文社文庫           |                                                                                        |

### 京都殺人案内シリーズ
| #                        | タイトル               | 初版発行年月         | 出版社               | 備考                                                                                              |
| 京都殺人案内シリーズ     | 京都殺人案内シリーズ   | 京都殺人案内シリーズ | 京都殺人案内シリーズ | 京都殺人案内シリーズ                                                                              |
| ------------------------ | ---------------------- | -------------------- | -------------------- | ------------------------------------------------------------------------------------------------- |
| 1                        | 死体の指にダイヤ       | 1977年4月            | 角川文庫             | - 京都新聞連載 - 1979年 角川文庫 - 2002年5月 光文社文庫                                           |
| 2                        | 悪人のごとく葬れ       | 1980年8月            | 角川文庫             | - 表題作ほか1篇収録 - 1997年8月 光文社文庫                                                        |
| 3                        | 盗まれた一族           | 1981年3月            | 角川文庫             | - 表題作ほか1篇収録 - 1997年12月 光文社文庫                                                       |
| 4                        | 血の償い               | 1982年2月            | カドカワノベルズ     | - 「龍馬の遺産」収録 - 1985年1月 角川文庫 - 1998年4月 光文社文庫                                  |
| 5                        | 復讐の時間割           | 1985年3月            | カドカワノベルズ     | - 1987年2月 角川文庫 - 1998年11月 光文社文庫                                                      |
| 6                        | ハレー彗星殺人行       | 1986年4月            | カドカワノベルズ     | - 1987年11月 角川文庫 改題『妖星のいけにえ』 - 1996年12月 光文社文庫 改題『明智光秀の謎殺人事件』 |
| 新・京都殺人案内シリーズ |                        |                      |                      |                                                                                                   |
| 7                        | 20時18分の死神         | 1991年6月            | 角川文庫             | - 「掏摸男ニ正義アリ」収録 - 1999年10月 光文社文庫                                                |
| 8                        | 大文字五山殺しの送り火 | 1991年10月           | 角川文庫             | - 「南楼門の女」収録 - 2000年4月 光文社文庫                                                       |
| 9                        | 冬の奥嵯峨殺人事件     | 2000年12月           | 光文社文庫           |                                                                                                   |
| 10                       | 25時13分の首縊り       | 2002年6月            | 光文社文庫           |                                                                                                   |
| 11                       | 北嵯峨竹林の亡霊       | 2004年8月            | 徳間文庫             |                                                                                                   |
| 12                       | 祇園花街小路の惨劇     | 2006年12月           | 徳間文庫             |                                                                                                   |
| 13                       | 魔性の女に涙           | 2008年6月            | 徳間文庫             |                                                                                                   |

### 告発弁護士シリーズ（告発弁護士・猪狩文助）
赤かぶ検事シリーズ「血の眠り」にて赤かぶ検事と競演
- 証拠崩し（1978年2月 サンケイ出版 / 1980年12月 角川文庫 / 2005年7月 講談社文庫）
- 迷走法廷（1978年11月 東京新聞出版局 / 1980年5月 角川文庫 / 1992年6月 天山文庫 / 1998年5月 講談社文庫）
- 沈黙の裁き（1979年10月 角川文庫 / 1992年3月 天山文庫 / 1998年7月 講談社文庫）
- 時の剣（1981年7月 角川文庫 / 1998年1月 講談社文庫）
- 犯人の画かなかった絵（1981年11月 角川文庫 / 1996年2月 講談社文庫）
- 偶然防衛（1983年10月 角川文庫 / 1999年8月 講談社文庫）
- 殺人者が目覚める朝（1997年11月 講談社文庫）
- 罪を逃れて笑う奴（2000年2月 講談社文庫）
- 禁断の館殺人事件（2001年10月 講談社文庫）
- 二重の危険（ダブルジェパディ）（2002年7月 講談社文庫）
- 悪女の玉手箱（2003年2月 講談社文庫）
- 危険な依頼人（2005年1月 講談社文庫）
- Zの悲劇（2007年7月 講談社文庫）

### 弁護士・花吹省吾シリーズ
- 背の青い魚（1979年10月 角川文庫 / 1992年1月 ケイブンシャ文庫）
- 呼吸する死者（1980年1月 角川文庫 / 1992年12月 ケイブンシャ文庫）
- 妻の前科（1980年2月 角川文庫 / 1994年1月 ケイブンシャ文庫）
- 有罪の二つの顔（1980年4月 角川文庫 / 1993年10月 ケイブンシャ文庫）
- 蒼ざめた証人（1982年3月 角川文庫 / 1993年5月 ケイブンシャ文庫）
- 血ぬられた相続人（1984年10月 角川文庫 / 1992年8月 ケイブンシャ文庫）

### 代言人・落合源太郎
- 代言人落合源太郎の推理（1980年12月 新潮社）
- 肌絵の女（1981年12月 新潮社 / 1983年10月 新潮文庫 / 1985年12月 角川文庫 / 1995年9月 廣済堂文庫 / 2008年1月 徳間文庫）
- 鏡のなかの殺人者（1983年1月 新潮社 / 1985年3月 角川文庫 / 2007年3月 徳間文庫）
- 明治番外地（1984年7月 カドカワノベルズ）
- 神戸異人街スキャンダル（1986年6月 角川文庫 / 1996年4月 廣済堂文庫）

### 弁護士魁夫婦の推理シリーズ
- 悪人図鑑（1985年1月 C★NOVELS / 1987年9月 中公文庫 / 1990年4月 角川文庫）
- 私を殺したのは誰?（1986年4月 C★NOVELS / 1989年6月 中公文庫 / 1991年10月 講談社文庫）
- 魚鱗荘の惨劇（1987年9月 C★NOVELS / 1990年5月 中公文庫 / 1994年8月 角川文庫）

### 逃亡弁護士
- 逃亡弁護士（1987年5月 文藝春秋 / 1990年1月 文春文庫 / 1990年10月 角川文庫 / 1998年5月 中公文庫 改題「逃亡弁護士1 悪夢」）
- 新・逃亡弁護士（1989年8月 カドカワノベルズ / 1991年5月 角川文庫 改題「逃亡弁護士・死闘編」 / 1998年6月 中公文庫 改題「逃亡弁護士2 死闘」）
- 逃亡弁護士・脱獄編（1990年5月 カドカワノベルズ / 1992年6月 角川文庫 / 1998年7月 中公文庫 改題「逃亡弁護士3 脱獄」）
- 逃亡弁護士・変身編（1991年5月 カドカワノベルズ / 1994年1月 角川文庫 / 1998年8月 中公文庫 改題「逃亡弁護士4 変身」）

### 美人探偵・朝岡彩子事件ファイル
- 血と罪の法廷（1989年1月 ノン・ノベル / 1993年3月 ノン・ポシェット / 1997年4月 ケイブンシャ文庫）
- 「縛り首の館」殺人事件（1997年2月 ノン・ポシェット）
- 悪魔（デビル）のファインダー（1997年12月 ノン・ノベル / 2000年6月 祥伝社文庫）
- 闇からの脅迫者（1998年11月 ノン・ノベル / 2001年2月 祥伝社文庫）

### 弁護士芸者シリーズ（芸者弁護士・藤波清香事件ファイル）
- マイナス百九十六度の相続人（1989年8月 講談社ノベルス / 1991年7月 講談社文庫）
- ラスベガスから来た脅迫者（1992年2月 講談社ノベルス / 1994年7月 講談社文庫）
- 恥じらうビーナス（1998年7月 文藝春秋）
  - 改題『氷づめの美女』（2009年1月 徳間文庫）
- 毒殺法廷（1999年12月 徳間文庫）
- 京都嵐山三船まつりの殺人（2001年4月 光文社文庫）

### けん玉判事補（柊正雄）シリーズ
けん玉名人の判事補・柊正雄（“赤かぶ検事”柊茂の息子）登場作品
- 飛騨高山春祭りの殺人（1997年5月 光文社文庫）
- 魔弾の射手（1998年2月 光文社文庫）
- 京都紅葉街道の殺人（2000年9月 光文社文庫）

### あんみつ検事（風巻やよい）の捜査ファイル
風巻やよい登場作品
- 夢の浮橋殺人事件（1998年11月 集英社文庫）
- 女検事の涙は乾く（1999年7月 集英社文庫）
- 桜月夜の殺人（2000年4月 集英社文庫）
- 三つ首荘殺人事件（2000年10月 集英社文庫）
- 白骨夫人の遺言書（2001年4月 集英社文庫）

### 女裁判官物語（京都のテミス女裁判官）
- 不倫判事（2002年2月 光文社文庫）
- 首吊り判事（2004年2月 光文社文庫）
- 密会判事補のだまし絵（2005年8月 光文社文庫）

### 特捜検事Mシリーズ
京都地検刑事部・伏見美登利検事登場作
- 特捜検事M（1977年12月 角川文庫 / 2000年3月 ケイブンシャ文庫）
- クレイジー・マネー 大蔵省特別分室（1980年2月 角川文庫）

### シリーズ外の作品
- 仮面法廷（デビュー作、1972年 講談社 / 1978年 講談社文庫 / 1980年5月 角川文庫） - 江戸川乱歩賞、1987年にテレビドラマ化（土曜ワイド劇場）
- 多国籍企業殺人事件（1973年 講談社 / 1977年 講談社文庫 / 1981年6月 角川文庫）
- 空白の判決書（1976年 ベストブック社）
- 裁判官の陰謀（1977年5月 カッパ・ノベルス / 1980年12月 角川文庫）
- 我が子を盗め（1977年10月 角川文庫 / 1999年12月 ケイブンシャ文庫）
- 暗黒山林（1978年8月 角川文庫 / 1995年2月 ケイブンシャ文庫）
- 円高の陰謀（1978年8月 サンケイ出版 / 1993年9月 廣済堂文庫）
  - 改題『小鬼（ブローカー）たちの熱い眼 円相場仕掛人』（1982年5月 角川文庫）
- 裁かれた銀行 滋賀銀行九億円横領事件（1978年6月 講談社文庫 / 1981年10月 角川文庫）
- デノミの陰謀（1978年9月 ダイヤモンド社 / 1994年3月 廣済堂文庫）
- 時効（1978年10月 講談社 / 1979年12月 角川文庫 / 1998年12月 ケイブンシャ文庫 / 2004年1月 徳間文庫）
- 権力の朝（1978年11月 主婦の友社 / 1980年9月 角川文庫）
- パリ遺言特急（1979年1月 双葉社 / 1981年4月 角川文庫 / 2000年6月 ケイブンシャ文庫）
- 亡命機101便応答せよ（1979年5月 主婦と生活社 / 1981年3月 角川文庫）
- 白の判決（1979年10月 トクマ・ノベルズ）
- 捜査不能 沈め屋と引揚げ屋（1979年11月 角川文庫 / 1995年3月 ノン・ポシェット）
- 悪女の泪（1980年10月 角川文庫 / 2005年4月 徳間文庫）
- 裁かれる判事（1981年8月 角川文庫 / 1994年12月 ノン・ポシェット）
- 自白（1981年11月 カドカワノベルズ / 1984年9月 角川文庫 / 1996年2月 ノン・ポシェット）
- 死者への審判（1982年8月 角川文庫 / 1994年7月 ノン・ポシェット）
- 鬼太鼓（おんでえこ）は殺しのリズム（1982年9月 カドカワノベルズ / 1985年7月 角川文庫 / 1993年4月 廣済堂文庫 / 2006年1月 徳間文庫）
- 円空の鉈（1982年10月 角川文庫 / 1995年5月 ケイブンシャ文庫）
- 濡れ手に粟（1982年10月 角川文庫 / 1995年8月 ケイブンシャ文庫）
- 悪魔の汚点（1982年11月 C★NOVELS / 1984年5月 中公文庫 / 1984年12月 角川文庫）
- 誤判 私は殺していない!（1982年11月 カドカワノベルズ / 1985年9月 角川文庫 / 1993年5月 講談社文庫）
- 背中から撃たれるな（1982年12月 角川文庫 / 1993年12月 ノン・ポシェット）
- 逆転法廷（1983年5月 講談社ノベルス / 1984年8月 講談社文庫 / 1986年9月 角川文庫 / 1993年7月 ノン・ポシェット）
- 賑やかな悲しみ（1983年5月 角川文庫 / 1992年4月 ケイブンシャ文庫）
- 憑かれた女（1983年11月 カドカワノベルズ / 1986年4月 角川文庫 / 1992年3月 廣済堂文庫）
- 闇からの一撃（1983年12月 新潮社 / 1986年1月 新潮文庫 / 1989年4月 角川文庫 / 1997年2月 徳間文庫）
- 許された殺意（1984年3月 カドカワノベルズ / 1986年6月 角川文庫 / 1991年12月 廣済堂文庫）
- 法律は家庭に入らず（1984年4月 角川文庫 / 1996年8月 廣済堂文庫 改題『離婚法廷』）
- 断罪（1984年5月 講談社ノベルス / 1986年6月 講談社文庫 / 1987年6月 角川文庫 / 1996年2月 徳間文庫）
- 悪を駆け抜ける男（1984年6月 文藝春秋 / 1985年7月 文春文庫 / 1987年10月 講談社文庫 / 1990年8月 角川文庫 / 2000年10月 ケイブンシャ文庫）
- 偽証法廷（1984年6月 カッパ・ノベルス / 1986年3月 光文社文庫 / 1988年1月 講談社文庫 / 1991年1月 角川文庫）
- 愛よ、ファラウェイ（1984年11月 カドカワノベルズ / 1986年10月 角川文庫 / 1992年5月 廣済堂文庫）
- 法廷の魔術師（1984年11月 ジョイ・ノベルス / 1986年12月 角川文庫 / 1997年8月 ケイブンシャ文庫）
- 離婚（1985年4月 中央公論社 / 1988年2月 中公文庫 / 1990年7月 角川文庫）
- 悪の扉（1985年5月 講談社ノベルス / 1987年3月 講談社文庫 / 1988年7月 角川文庫）
- 蛇淫の精（1985年5月 角川文庫）
- 悪魔の骰子（1985年6月 角川文庫）
- 死刑台の女（1985年9月 講談社ノベルス / 1987年7月 講談社文庫 / 1988年11月 角川文庫）
- 髑髏盗人（1985年11月 カドカワノベルズ）
- パソコン博士の犯罪（1986年1月 ジョイ・ノベルス）
- 一億分の一秒の侵入者（ハッカー）（1986年4月 講談社ノベルス / 1988年5月 講談社文庫 / 1989年6月 角川文庫 / 1994年11月 ケイブンシャ文庫）
- 宝くじ百発百中プログラム 怪盗ハイテクルパン（1986年6月 カドカワノベルズ）
- 死のハイテクビル・パニック（1986年8月 フタバノベルス / 1988年4月 双葉文庫 / 1989年9月 角川文庫）
- 失踪宣告（1986年10月 講談社ノベルス / 1988年9月 講談社文庫 / 1989年11月 角川文庫 / 1995年12月 ノン・ポシェット）
- 山田長政の秘宝 シャム日本人町の超人（1986年11月 カドカワノベルズ / 1987年11月 角川文庫）
- 新幹線多重衝突セヨ（1987年1月 カッパ・ノベルス / 1988年7月 光文社文庫 / 1990年1月 角川文庫 / 2001年6月 ケイブンシャ文庫）
- 騙すつもりじゃなかったのに（1987年2月 角川文庫 / 1994年5月 講談社文庫）
- 凶器のように愛（1987年5月 ノン・ノベル / 1991年2月 ノン・ポシェット / 1996年5月 ケイブンシャ文庫）
- 東京インフェルノ（1987年6月 講談社ノベルス / 1989年2月 講談社文庫 / 1991年8月 角川文庫）
- 恐竜王子（夏目大介名義、1987年7月 祥伝社文庫）
  - 改題『恐竜王子 超人血族の呪い』（1994年1月 飛天文庫）
- 超妖獣Ψ（プシイ）の逆襲（夏目大介名義、1987年7月・1988年2月 フタバノベルス / 1989年12月・1990年1月 双葉文庫）
- あなたの夜と引きかえに（1987年10月 角川文庫 / 1998年1月 ケイブンシャ文庫）
- エイズ街の連続殺人（1987年10月 講談社文庫）
- 蝮のようなレディ（1987年11月 カドカワノベルズ / 1989年12月 角川文庫 / 1995年7月 徳間文庫）
- 撮（うつ）された死角（1987年12月 ノン・ノベル / 1991年7月 ノン・ポシェット / 1996年11月 ケイブンシャ文庫）
- 幽界戦士（夏目大介名義、1988年1月 廣済堂ブルーブックス / 1991年6月 廣済堂文庫）
- 悪魔のパスワード（1988年2月 角川文庫 / 1988年8月 講談社文庫 / 1994年5月 ケイブンシャ文庫）
- 新宿25時の戦慄（1988年4月 講談社ノベルス / 1990年3月 講談社文庫）
- 雨月荘殺人事件 公判調書ファイル・ミステリー（1988年4月 中央公論社 / 1996年9月 中公文庫）
  - 雨月荘殺人事件 〈公判調書〉篇・〈市民セミナー〉篇（分冊版、1996年9月 中公文庫）
- 楊貴妃幻想殺人旅行（1988年5月 カドカワノベルズ / 1990年6月 角川文庫 / 1997年8月 廣済堂文庫）
- 呪殺人形（1988年10月 C★NOVELS / 1993年2月 中公文庫 / 1998年1月 青樹社文庫）
- 愛すべくハッカーたち（1988年11月 角川文庫 / 1994年8月 ケイブンシャ文庫）
- 惨殺の金曜日（1989年1月 廣済堂ブルーブックス / 1990年10月 廣済堂文庫 / 1992年12月 角川文庫 / 1998年8月 ケイブンシャ文庫）
- 〈ロス発〉第一級殺人の女（1989年1月 朝日新聞出版 / 1992年1月 角川文庫 / 1996年1月 朝日文芸文庫）
- 幽界戦士 ファントム迎撃篇（夏目大介名義、1989年2月 廣済堂ブルーブックス / 1991年11月 廣済堂文庫）
- 陪審15号法廷（1989年2月 双葉社 / 1991年1月 双葉文庫 / 1993年5月 角川文庫 / 2001年4月 ケイブンシャ文庫 / 2009年5月 光文社文庫）
- 妻が敵にまわるとき（1989年4月 角川文庫 / 1998年11月 青樹社文庫）
- あやつり証人（1989年7月 角川文庫 / 1999年5月 ケイブンシャ文庫）
- 殺人者の緋文字（1989年9月 講談社文庫 / 1991年11月 角川文庫）
- 裁判長のたくらみ（1989年10月 角川文庫 / 1994年9月 徳間文庫）
- あなたの前では素敵な女（1989年11月 C★NOVELS / 1993年12月 中公文庫 / 1999年5月 青樹社文庫）
- 女検事に涙はいらない（1990年1月 天山ノベルス / 1991年3月 天山文庫 / 1996年1月 ケイブンシャ文庫 / 2003年6月 徳間文庫）
- 不在証明（アリバイ）は女たちのゲーム（1990年2月 角川文庫 / 1999年5月 徳間文庫）
- 逃げる死体（1990年3月 角川文庫）
- 密室の利権（1990年3月 双葉社 / 1992年2月 双葉文庫 / 1995年1月 徳間文庫）
- 死者が下した死刑宣告（1990年5月 角川文庫 / 1997年3月 青樹社文庫）
- 妖女の芽ばえ（1990年5月 廣済堂ブルーブックス / 1992年11月 廣済堂文庫 / 1998年6月 青樹社文庫）
- 悪魔のように憎いあなた（1990年6月 角川文庫 / 1997年3月 廣済堂文庫）
- 密室法廷（1990年6月 講談社 / 1992年6月 講談社文庫）
- 眠らない目撃者（1990年8月 講談社ノベルス / 1992年8月 講談社文庫 / 1998年5月 ケイブンシャ文庫）
- 殺人者の涙（1990年9月 角川文庫）
- 葡萄色の血の女（1990年11月 天山ノベルス / 1993年3月 天山文庫 / 2001年11月 徳間文庫）
- 魔女失格（1990年11月 角川文庫 / 1997年8月 青樹社文庫）
- 死体を跨いで進む女（1990年12月 角川文庫）
  - 改題「精神鑑定の女」（1996年5月 徳間文庫）
- 許せない男（1991年3月 カドカワノベルズ / 1993年3月 角川文庫 / 1999年9月 ケイブンシャ文庫）
- 裏切りの朝（1991年4月 廣済堂ブルーブックス / 1993年12月 廣済堂文庫）
- 詐欺破産（1991年4月 角川文庫）
- 悪いやつほど女は狂う（1991年5月 C★NOVELS）
- 掏摸男の危険な恋（1991年9月 角川文庫）
- 殺人者の愛しい唇（1991年11月 天山ノベルス / 1993年7月 飛天文庫 / 1997年5月 徳間文庫）
- 「弁護士アルカポネ」と呼ばれる男（1991年12月 トクマ・ノベルズ / 1994年2月 講談社文庫）
- ロシアンルーレットの女（1992年6月 C★NOVELS / 1994年11月 中公文庫 / 1999年12月 青樹社文庫）
- 離婚願望（1994年2月 ノン・ポシェット）
- 東京―バンコク生首殺人事件（1994年7月 廣済堂文庫）
- 鏡の中の殺人者（1994年10月 廣済堂文庫）
  - 改題『鏡のなかの殺人者』（2007年3月 徳間文庫）
- 屋根裏の闖入者（1996年11月 青樹社文庫）
- 京都ホラー案内 奥嵯峨古道吸血マドンナ（1997年2月 光文社文庫）
- 復讐法廷（1997年12月 廣済堂文庫）
- 無効判決（2001年4月 徳間文庫）
- ひまわり公設弁護士 OKINAWA 宮古島の悪魔祓い（シーサー）（2006年8月 光文社文庫）
- 五番目の裁判員（2009年9月 光文社文庫）

### 小説以外の著書
- 商戦必勝の法律（1973年 主婦と生活社）
- 刑法面白事典（1977年2月 主婦と生活社 / 1986年5月 中公文庫 / 1996年11月 中公文庫）
- 民法面白事典（1977年10月 主婦と生活社 / 1986年8月 中公文庫）
- 頭のきれる奴は法律に強い（1978年11月 ベストセラーズ / 1987年12月 ちくま文庫 改題「ビジネスマンの法律武装」）
- 法廷考現学（1980年12月 双葉社 / 1983年9月 中央公論社）
- 悪女の法律（1981年3月 ベストセラーズ / 1983年12月 ベストセラーズ）
- 憲法面白事典（1982年7月 主婦と生活社 / 1986年12月 中公文庫）
- 楽しみながら法律知識が身につく本（1984年4月 PHP研究所）
- 法廷生態学（1984年4月 中央公論社 / 1986年2月 中公文庫）
- 男女トラブル大逆転法（1985年5月 角川書店）
- 身のまわりの法律相談（1986年8月 ぱる出版）
- 法廷博物学（1986年10月 中央公論社 / 1991年9月 中公文庫）
- まんが・男と女の法律相談（古城武司 画・1988年4月 学研 / 2001年5月 講談社文庫）
- まんが・暮らしを守る法律戦術（堀江卓 画・1988年4月 学研）
- 法廷浮世戯評（1988年10月 中公文庫）
- 赤かぶ検事の法廷毒本（1989年5月 筑摩書房 / 1994年6月 ちくま文庫）
- 法廷解剖学（1989年10月 中央公論社 / 1994年10月 中公文庫）
- 商法おもしろ事典（1992年8月 中央公論社 / 1994年12月 中公文庫）
- 法廷ウォッチング（1993年5月 筑摩書房）
- 法廷学いろは（1993年9月 中央公論社）
- 日本の原風景 和久峻三写真集（1993年10月 東方出版）
- 頭で勝つ法廷読本（1995年4月 中公文庫）
- 愛のトラブル法廷社会学（1995年6月 中公文庫）
- 火あそびの法廷学（1995年9月 中公文庫）
- さあ困った! 得法律講座 わくわく法律探偵事務所典子におまかせ!! まんが版（古城武司 画・1995年11月 廣済堂出版）
- 無罪評決 O.J.シンプソン二重殺人（1996年6月 中央公論社 古屋陽子共著）
- 刑法おもしろ事典（1996年11月 中公文庫、改正刑法を元に1977年版に加筆）
- ものぐさ人間法廷学（1997年11月 文藝春秋）
- 赤かぶ検事の痛快告発（1998年3月 フォーラム・A）
- カメラは病気 あなたに贈る悦楽のウイルス（1998年12月 光文社文庫 田中長徳共著）
- 赤かぶ検事の裁判員ハンドブック（2009年3月 光文社文庫 山崎浩一共著）
  - 『刑法おもしろ事典』に加筆・再構成

## テレビドラマ化作品
- 『判決』（主演：高橋英樹、原作「弁護士・花吹省吾シリーズ」）
- 『仮面法廷』（主演：露口茂、1987年10月10日、土曜ワイド劇場10周年記念SP企画）
- 『三年目の疑惑』（主演：藤真利子、1988年6月27日、関西テレビ、乱歩賞作家サスペンス、原作「暗黒山林」所収）
- 原作：弁護士芸者シリーズ（藤波清香シリーズ）
  - 『祇園のゲイシャ弁護士シリーズ』 （主演：小柳ルミ子（第1作）、多岐川裕美（第2作））
  - 『京都の芸者弁護士事件簿』シリーズ （主演：涼風真世）
  - 『芸者弁護士 藤波清香』 （主演：高島礼子、月曜ゴールデン）
- 原作：赤かぶ検事シリーズ
  - 『赤かぶ検事奮戦記』シリーズ （主演：フランキー堺）
  - 『新・赤かぶ検事奮戦記』シリーズ （主演：橋爪功）
  - 『赤かぶ検事奮戦記』 （主演：中村梅雀）
- 原作：京都殺人案内シリーズ
  - 『京都殺人案内』シリーズ （主演：藤田まこと）
    - 『新 京都殺人案内』 （主演：橋爪功）
- 原作：告発弁護士シリーズ
  - 『告発弁護士シリーズ』 （主演：いかりや長介、月曜ミステリー劇場）
    - 『法廷荒らし 弁護士 猪狩文助』（主演：藤田まこと、水曜ミステリー9）
    - 『新 法廷荒らし 猪狩文助〜終の棲家〜』（主演：柄本明、月曜ゴールデン）
- 『京都のテミス女裁判官』シリーズ （主演：若村麻由美）
- 『九門法律相談所』シリーズ （主演：山﨑努）
- 原作：あんみつ検事シリーズ
  - 『夢の浮橋殺人事件〜あんみつ検事の捜査ファイル〜』（主演：水野真紀）
  - 『あんみつ検事の捜査ファイル』 （主演：片平なぎさ、月曜名作劇場版））
    - 女検事の涙は乾く（2016年6月13日）
    - 白骨夫人の遺言書（2017年2月6日）
- 『和久峻三ミステリー 京都セクシー妖怪殺人案内』（主演：森口瑤子、土曜ワイド劇場、原作「吸血マドンナ」））
- 『女探偵 朝岡彩子』（主演：田中美佐子、土曜ワイド劇場、原作「闇からの脅迫者」）
- 『小樽運河殺人案内』（主演：古谷一行）
  - 20時18分の死神 小樽発・殺意の旅路（2003年10月22日）
  - 25時13分の首縊り 小樽・記憶喪失の女（2004年7月14日）